# Diacerein
Diacerein ist der internationale Freiname für den Arzneistoff 1,8-Diacetoxy-3-carboxyanthrachinon. Diacerein wirkt als Inhibitor des Zytokins Interleukin-1 entzündungshemmend und wird als Wirkstoff in einigen Ländern zur Behandlung von Osteoarthrosen eingesetzt. Eine aktuelle Studie konnte eine leichte, gegenüber einem Placebo signifikante, Schmerzminderung bei Hüftgelenksarthrosen nachweisen.
Diacerein ist diacetyliertes Rhein (siehe Name), ein Anthranoid der Arznei-Rhabarberwurzel. Das Prodrug Diacerein wird in der Leber zu Rhein deacetylisiert und zu 30 % über die Niere ausgeschieden. Unerwünschte Nebenwirkungen werden vor allem am Magen-Darm-Trakt beobachtet, der Wirkstoff kann zu Durchfall führen.

## Handelsnamen
Verboril (A)
In Deutschland ist derzeit kein Medikament mit diesem Wirkstoff zugelassen.